# Sena Acolatse
Sena Wendell Acolatse (* 28. November 1990 in Hayward, Kalifornien) ist ein US-amerikanisch-kanadischer Eishockeyspieler, der seit Mai 2024 beim HC Slovan Bratislava aus der slowakischen Extraliga unter Vertrag steht und dort auf der Position des Verteidigers spielt. Zuvor war Acolatse bereits drei Jahre bei den Straubing Tigers sowie weitere zwei Spielzeiten bei den Iserlohn Roosters in der Deutschen Eishockey Liga (DEL) aktiv.

## Karriere
Acolatse begann seine Karriere im Jahr 2006 bei den Seattle Thunderbirds aus der Western Hockey League (WHL). In fünf Jahren spielte er zunächst dreieinhalb Jahre für Seattle, ehe er im Januar 2010 von den Saskatoon Blades verpflichtet wurde. Anfang Oktober 2010 wechselte der Verteidiger innerhalb der WHL zu den Prince George Cougars.
Im März 2011 unterschrieb Acolatse einen Entry Level Contract für drei Jahre bei den San Jose Sharks aus der National Hockey League (NHL), wobei er während der gesamten Laufzeit seines Vertrags für das Farmteam der San Jose Sharks, die Worcester Sharks, in der American Hockey League (AHL) auf dem Eis stand. Nach Vertragsende spielte der gebürtige Kalifornier vier weitere Saisons in der AHL, in denen er jeweils eine Saison für die Adirondack Flames, die Portland Pirates, die Springfield Thunderbirds und die Providence Bruins auflief. Den Sprung von einem der Farmteams in die NHL schaffte der Rechtsschütze jedoch nicht.
Der Abwehrspieler unterschrieb daraufhin im Mai 2018 einen Vertrag bei den Straubing Tigers aus der Deutschen Eishockey Liga (DEL), die damit die erste Station des Verteidigers außerhalb von Amerika darstellen. Im April 2019 und 2020 wurde die Verlängerung des Vertrags um jeweils eine weitere Saison bekanntgegeben. Nach insgesamt drei Jahren im Trikot der Tigers verließ Acolatse die Niederbayern nach der Saison 2020/21. Für die folgende Saison 2021/22 schloss er sich dem Ligakonkurrenten Iserlohn Roosters an, bei denen der Verteidiger zwei Spielzeiten bis zum Frühjahr 2023 verbrachte.
Im Juni 2023 verließ der US-Amerikaner die deutsche Eliteliga durch die Vertragsunterschrift beim slowakischen Extraligisten HK Dukla Michalovce nach fünf Jahren. Ein Jahr später wechselte er zum Ligakonkurrenten HC Slovan Bratislava.

## Karrierestatistik
Stand: Ende der Saison 2023/24
(Legende zur Spielerstatistik: Sp oder GP = absolvierte Spiele; T oder G = erzielte Tore; V oder A = erzielte Assists; Pkt oder Pts = erzielte Scorerpunkte; SM oder PIM = erhaltene Strafminuten; +/− = Plus/Minus-Bilanz; PP = erzielte Überzahltore; SH = erzielte Unterzahltore; GW = erzielte Siegtore; 1 Play-downs/Relegation; Kursiv: Statistik nicht vollständig)